# Mammon

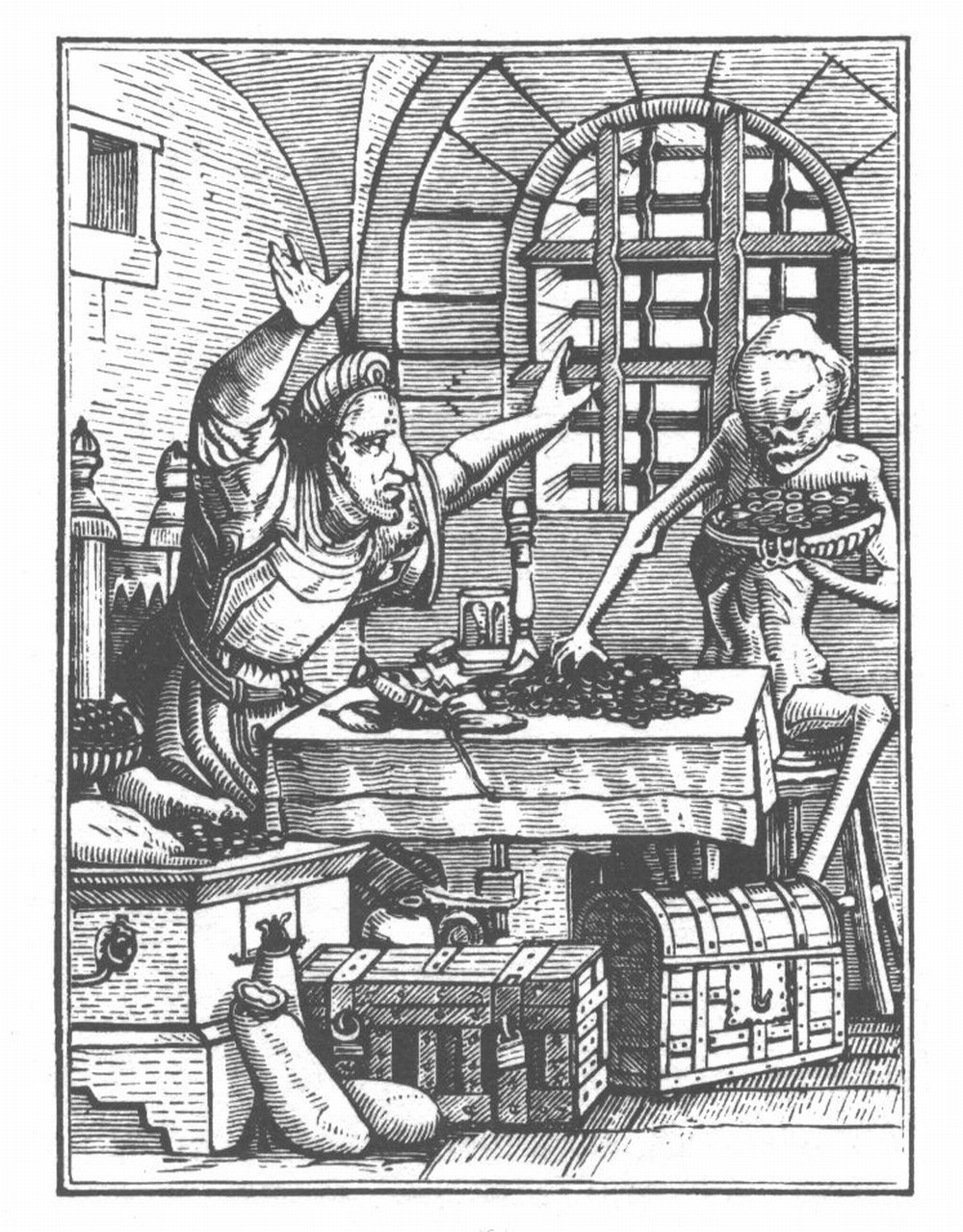
Hans Holbein Danse macabre – Śmierć i sługa mamony, 1547

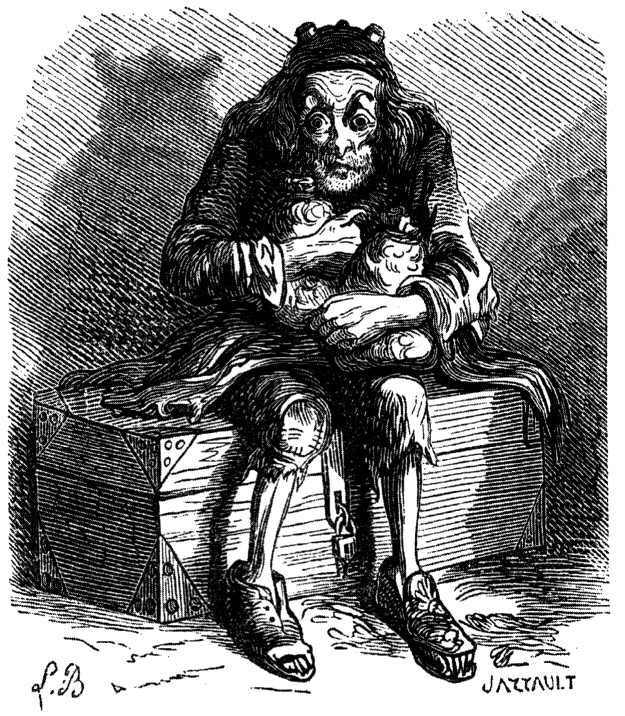
Mammon według Słownika wiedzy tajemnej Collina de Plancy.

Mammon (aram. ma`mon – zysk, bogactwo) – w Biblii to aramejskie słowo oznaczało bożka pieniędzy. Opisuje to fragment Ewangelii św. Mateusza (Mt 6,24):
Żaden sługa dwom panom służyć nie może: bo albo jednego będzie miał w nienawiści, a drugiego miłować będzie: albo do jednego przystanie, a drugim wzgardzi. Nie możecie Bogu i Mamonie służyć.
O Mammonie wspomina także Hugo von Hofmannsthal w dramacie Jedermann z 1911 – przedstawia go jako personifikację pieniędzy, zdobytych jednak w sposób nieuczciwy. Z kolei John Milton w poemacie Raj utracony przedstawiającym biblijną wizję upadku człowieka opisuje jak Mammon nauczył ludzi rozdzierać łono ziemi, by wyrywać z niego skarby.
Mammon wyobrażany był jako diabeł rozsypujący monety (zachęcając w ten sposób ludzi do rozpusty i rozrywki) lub demon w służbie diabła – w ten sposób opisuje go średniowieczny mag i okultysta Henryk Kornel Agrypa, żyjący w latach 1486-1535. Czasami przedstawiany jako złoty bałwan i opisywany jako zwodzący pokusą pełnego przyjemności życia kusiciel – ci, którzy dali się mu zwieść, po śmierci mieli być pozostawieni własnemu losowi bez szans na zbawienie. Ludzi chciwych opisywano pogardliwie "sługami mamony" lub, zwłaszcza w epoce renesansu, określeniem "pachołkowie mamony".

## Kultura masowa
- Mammon w filmie Constantine utożsamiany był z samym synem szatana, który chce przejść do naszego wymiaru.
- Mammon to wicehrabia w świecie Planescape w Minauros, trzeciej warstwie Baator.
- Mammoni w świecie Lineage II są grupą krasnoludów, trudniących się handlem i rzemiosłem.
- Mammon występuje jako Microsoft w żartobliwych cytatach Księgi Mozilli.
- Zbroja Mammona występuje w grze Sacred.
- Mammon w japońskim anime Katekyo Hitman Reborn jest jednym ze Strażników (Mgły) oddziału zabójców Varii, należącej do mafijnej rodziny Vongola. Jest także jednym z 7 Arcobaleno.
- Mammon w japońskim anime Umineko no naku koro ni to imię jednego z siedmiu grzechów głównych, demonów przyzywanych przez wiedźmę Beatrice
- W książce Fredericka Forsytha "Upiór Manhattanu", objawia się Dariusowi.
- W książkach Jakuba Ćwieka "Kłamca 3: Ochłap sztandaru" i "Kłamca 4: Kill'em all" diabeł, przyjaciel i wierny sługa Lucyfera. Został przez niego zabity.
- Mammon w japońskiej grze otome Obey Me! jest jednym z głównych bohaterów, demonem oraz wcieleniem chciwości.